# 주창 (삼국지연의)

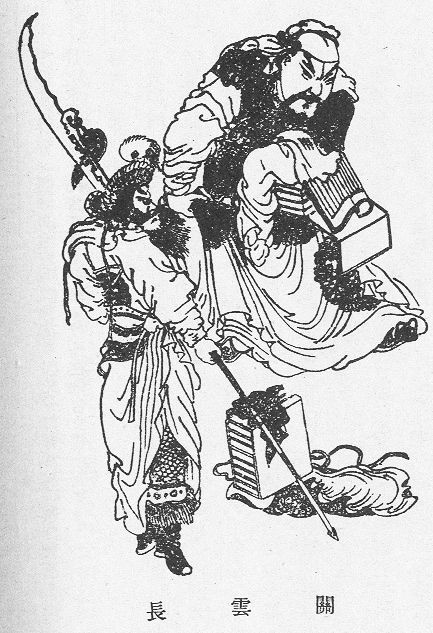
주창 (사진의 왼쪽)

주창(周倉)은 나관중(羅貫中)의 각색에 의해 《삼국지연의》에서만 등장하는 가공의 무장이다.

## 개요
단도부회로 유명한 관우(關羽)과 노숙(魯肅)의 설전 중간에 끼어들어 관우의 편에서 노숙을 꾸짖은 어떤 청년이 주창의 모델이 되었으며, 관우를 위해 헌신적으로 충의를 바치다가 관우가 죽었다는 소식을 듣자 자진했다고 기술되어 있다. 하지만 주창이 가공의 인물임에도 불구하고 나관중의 연의의 영향 탓에 거의 실존인물과 비슷한 대우를 받고 있으며, 대한민국에서도 구식 중국집에 가면 흔하게 걸려있는 초상화를 보면 관우가 앉아있는 양옆에 관평(關平)과 주창이 각각 관우를 엄호하고 있다.

## 《삼국지연의》에서의 주창
황건적의 장보(張寶)를 따라다녔으나 장보가 죽고 방랑했다. 관우가 조조(曹操)를 떠나 유비(劉備)를 찾아 유랑하던 중 주창이 조운(趙雲)의 말을 빼앗으려고 배원소(裴元紹)와 같이 공격했으나 배원소는 조운에게 일합에 죽임을 당했고 주창 역시 조운의 일합에 말에서 떨어져 중상을 입었다. 때마침 주창은 유비의 두 부인을 호위하던 관우를 만났는데 관우는 조운을 설득하여 주창을 자신의 수하로 거둬들였다. 이후 관우의 부장으로서 관우를 따라 종군하였다. 형주 공격 때 뛰어난 수영 솜씨를 발휘하여 물을 이용해 성을 수복하는 작전에서 적장 방덕(龐德)을 생포하는 등 큰 공을 세웠다. 그러나 219년, 관우가 동오군에게 붙잡혀 참수당하고, 관우의 죽음을 알게 되자 주창은 동료 왕보(王甫)와 따라 맥성에서 자결했다.

## 같이 보기
- 삼국지 인물 목록
- 삼국지 가공인물
- 나관중